# Samir (réalisateur)
Pour les articles homonymes, voir Samir.
Samir, né le 29 juillet 1955 à Bagdad, est un cinéaste, scénariste et producteur suisse.

## Biographie
Samir Jamal Aldin naît le 29 juillet 1955 à Bagdad, en Irak. Son père est irakien ; sa mère, suisse.
Il grandit à partir de l'âge de 6 ou 7 ans à Dübendorf, près de la ville de Zurich.

## Filmographie

### Au cinéma
- 1988 : Filou
- 1991 : Pour toujours et à tout jamais (Immer & ewig)
- 1993 : Babylon 2
- 1994 : La Productrice
- 1997 : La eta knabino
- 1998 : Blind Date (segment « Angélique »)
- 2002 : Forget Baghdad: Jews and Arabs - The Iraqi Connection
- 2005 : Snow White
- 2008 : Jai Maa Sherawaali
- 2014 : Iraqi Odyssey
- 2019 : Baghdad in My Shadow
- 2025 : La transformation merveilleuse de la classe ouvrière en étrangers (documentaire)

### À la télévision
- 1987 : Morlove (TV)
- 1996 : Tödliche Schwesterliebe (TV)
- 1996 : Die Partner (série TV)
- 1998 : Die Metzger (TV)
- 1998 : Balko (série TV)
- 1999 : Die Jagd nach dem Tod (TV)
- 2004 : ZwischenSprach (TV)